# Mychonia nigromaculata
Mychonia nigromaculata är en fjärilsart som beskrevs av W. Warren 1907. Mychonia nigromaculata ingår i släktet Mychonia och familjen mätare. Inga underarter finns listade i Catalogue of Life.